# Bally-Capitol
Das ehemalige Bally-Capitol ist ein Geschäftshaus im Kreis 1 von Zürich in der Schweiz. Bis 1968 für die Firma Bally erbaut, war es das erste Bauwerk der Moderne an der Bahnhofstrasse. Es steht als Kulturgut von regionaler Bedeutung unter Denkmalschutz.

## Lage
Das Gebäude steht als Kopfbau an der Platzecke zwischen Bahnhofstrasse (Nr. 66) und dem Rennweg. Benachbart ist das etwas jüngere Omega-Haus (Nr. 64). Dieser Bereich der Bahnhofstrasse wird von gründerzeitlicher Blockrandbebauung mit repräsentativen Geschäfts- und Warenhäusern geprägt. Auf dem Dreiecksplatz steht seit 1885 der «Herkulesbrunnen» von 1732. Schräg gegenüber steht mit dem um 1900 erbauten Geschäftshaus «zur Trülle» (Bahnhofstrasse 69), ein Objekt unter nationalem Kulturgüterschutz (Kategorie A).

## Geschichte
Durch Eingemeindung wurde Zürich 1893 zur grössten Stadt der Schweiz. Westlich der Bahnhofstrasse setzte sich die Citybildung mit Geschäftshäusern und Verwaltungsgebäuden fort. Zwischen Gründerzeit und der Wende zum 20. Jahrhundert entstanden repräsentative und grosszügige Quartiere. Nach dem Zweiten Weltkrieg intensivierte sich die Umgestaltung der Innenstadt. An der Bahnhofstrasse ersetzten Neubauten Wohn- und Geschäftshäuser des 19. Jahrhunderts, nachdem der Kanton die zulässige Traufhöhe von 18 auf 20 Meter angehoben hatte. Als erster moderner Neubau an der Bahnhofstrasse wurde 1966–1968 das Bally-Capitol errichtet, etwas später folgten das Omega-Haus und 1975 die Modissa.
Planer des Bally-Capitols waren die Architekten Max Ernst Haefeli, Werner Max Moser und Rudolf Steiger (HMS). Ihr Entwurf vereinte zeittypischen Brutalismus mit einer «eleganten Interpretation mit filigranen Metallelementen». Die «Bally-Kugeln» waren ein Entwurf des Grafikers Gérard Miedinger. Von Andrée Putman stammte 1995 das neue Farbkonzept und der Ersatz für die kleinteiligen gläsernen Schaukästen zur Präsentation der Schuhe.
Der Bau wurde 2013 unter Denkmalschutz gestellt und ist in das Schweizerische Inventar der Kulturgüter von regionaler Bedeutung (Kategorie B) sowie mit Teilen der Innenstadt in das Inventar der schützenswerten Ortsbilder der Schweiz (ISOS) eingetragen.
Bally verlegte den Laden an einen anderen Standort in der Bahnhofstrasse. Das «Bally-Capitol» wurde 2016 vom Modeunternehmen Zara übernommen. Die Architekten des Büros Ramseier passten die Fassade an und legten das zweigeteilte Erdgeschoss zu einer Verkaufsfläche zusammen.

## Beschreibung
Der Geschäftshaus hat acht Geschosse, über dem Erdgeschoss eine als Mezzanin eingeschobene Galerieebene, darüber vier Vollgeschosse und zwei Staffelgeschosse. Die Traufkante bzw. der Abschluss der Fassade ist Terrassenbrüstung des ersten Staffelgeschosses. Der «plastisch durchgebildete Baukörper» hat Fassaden mit dominierenden Vertikalen, die von mächtigen, weiss gestrichenen Betonschotten bzw. -lammellen gebildet werden. Sie sind gestaffelt angeordnet, da der Baukörper als Vieleck in den Vollgeschossen der leicht schrägen Grundstücksgrenze folgt. Den Kontrast zum Beton bildet die braun eloxierte Metall-Glas-Vorhangfassade. Das hohe Erdgeschoss ist unter den vorkragenden Vollgeschossen eingezogen, die Schutz für die Schaufensterzone bilden. Die ehemaligen Schaukästen für die Präsentation der Schuhe hatten unabhängig bedienbare Sonnen- und Regenstoren mit Knickarm. Zur Bahnhofstrasse hin wird die negative Ecke zwischen den Betonschotten formen von fünf «Bally-Kugeln» akzentuiert, zum Rennweg hin war eine Kugel mit dem Schriftzug «Bally» auf einem umlaufenden Band. Darunter wies ein Schild auf das Pelzgeschäft hin, mit dem sich Bally das Erdgeschoss teilte. Die fünf Kugeln wurden 2016 mit LED-Leuchtfeldern modernisiert.

## Belege
1. ↑  Kantonsliste A- und B-Objekte Kanton ZH. Schweizerisches Kulturgüterschutzinventar mit Objekten von nationaler (A-Objekte) und regionaler (B-Objekte) Bedeutung. In: Bundesamt für Bevölkerungsschutz BABS – Fachbereich Kulturgüterschutz, 1. Januar 2024, S. 19,  abgerufen am 7. Februar 2023. (PDF; 397 kB, 19, Revision KGS-Inventar 2021 (Stand: 1. Januar 2023)).
2. ↑  ISOS-Ortsbilder 5800: Innenstadt, Gebiet Bahnhofstrasse. ISOS-Nr.: 3, 3.0.6 und 3.0.7. S. 15.
3. ↑  KGS-Nr.: 7926.
4. 1 2 3 4 5  architekturbibliothek.ch: Bally-Capitol. (Stand 2021, abgerufen am 13. Februar 2023)
5. ↑  ISOS-Ortsbilder 5800: Innenstadt (IS)Kreis 1, Gemeinde Zürich, Kanton Zürich. S. 30–31.
6. ↑  1912–1995; siehe sikart.ch: Miedinger, Gérard. (abgerufen am 13. Februar 2023).
7. ↑  KGS-Nr.: 10340; ISOS-Nr.: 3.0.7.
8. ↑  Bally-Capitol an der Bahnhofstrasse, Zürich. (1969). Bilder 8–10.
9. ↑  Bally-Capitol an der Bahnhofstrasse, Zürich. (1969). Bild 12.

Koordinaten: 47° 22′ 25,8″ N, 8° 32′ 18,6″ O; CH1903: 683067 / 247580